# Сон, Александр Чегуевич
Александр Чегуевич Сон (род. 17 марта 1988) — российский самбист, бронзовый призёр чемпионата России по боевому самбо 2014 года, кандидат в мастера спорта России. Боец смешанных единоборств. По самбо выступал в полутяжёлой весовой категории (до 100 кг). По состоянию на 2009 год в смешанных единоборствах провёл два боя, из которых один выиграл решением судей, а один проиграл, также решением судей.

## Спортивные результаты

### Боевое самбо
- Чемпионат России по боевому самбо 2014 года — ;

### Смешанные боевые искусства
| Результат | Рекорд | Соперник      | Способ               | Турнир                                        | Дата                 | Раунд | Время | Место               | Примечание |
| --------- | ------ | ------------- | -------------------- | --------------------------------------------- | -------------------- | ----- | ----- | ------------------- | ---------- |
| Поражение | 1-1    | Сергей Бурков | Единогласное решение | FEFoMP — Vladivostok Pankration Open Cup 2009 | 25 апреля 2009 года  | 2     | 5:00  | Россия, Владивосток |            |
| Победа    | 1-0    | Сергей Бурков | Решение              | FEFoMP — Mayor Cup 2008                       | 25 октября 2008 года | 2     | 5:00  | Россия, Владивосток |            |